# A Nightmare on Face Time
«A Nightmare on Face Time» («Una Pesadilla en iPad» en España e Hispanoamérica) es el episodio 235, que corresponde al duodécimo episodio de la decimosexta temporada, de la serie estadounidense de animación South Park. Se estrenó el 24 de octubre de 2012 en el canal Comedy Central en Estados Unidos y el 5 de marzo de 2013 en Latinoamérica.
En el episodio, Randy Marsh compra un videoclub llamado Blockbuster y requiere de su familia para trabajar en él, a pesar de que nadie va a alquilar películas.

## Trama
Randy anuncia a su familia que ha comprado un videoclub por 10.000 dólares porque cree que les hará ricos. A su familia no le entusiasma la idea, puesto que hace años que se dejaron de usar los DVD y la idea de Randy parece obsoleta. Esto queda ilustrado con el aspecto misterioso y abandonado de la tienda, que los ciudadanos creen que está embrujada. A pesar de ello, Randy insiste a su familia para que trabajen en la tienda. 
La noche de Halloween, cuando Stan está a punto de salir con sus amigos, su padre le dice que no puede porque le necesita en la tienda, ya que espera que posibles clientes alquilen películas de terror. Entonces Kyle recurre a su iPad para que Stan pueda ayudar a Randy por FaceTime. Cuando los chicos protagonistas, disfrazados de los Vengadores, ven que alguien está robando en una tienda, deciden jugar a ser superhéroes. Los ladrones son un grupo de matones llamado Redbox Killers y han matado al empleado de la tienda. Al ver al empleado muerto, los chicos huyen y a Kyle se le cae el iPad con el que se comunicaba con Stan y un panfleto para la "Monster Mash", una fiesta de Halloween. Los Redbox Killers encuentran el iPad y el panfleto, "torturan" vía iPad a Stan y se dan cuenta de que los chicos van a la fiesta, así que tiran el iPad y se dirigen allí para silenciar a los testigos.
Mientras tanto, el videoclub no ha tenido ni un cliente y Randy empieza a desesperar. En una visión, un antiguo empleado del videoclub le comunica que la tienda no tiene éxito por la actitud negativa de Sharon y Stan y le anima a "hacer algo al respecto". Tras esta charla, Randy comienza a vagar por el almacén de forma amenazante al acecho de su familia, sin darse cuenta de que su hija Shelly está prendiendo fuego a la tienda.
Los chicos denuncian el crimen de los Redbox Killers a la policía y después se reúnen con Stan, que ha encontrado el iPad y está en el hospital. La policía diseña un plan para capturar a la banda de asesinos. Uno de los policías, el oficial Peterson, se disfraza de "GangnamStein", una mezcla del monstruo de Frankenstein y PSY, el cantante del éxito Gangnam Style. Usan el iPad de Kyle como la cara del "GangnamStein" y a Stan para dar indicaciones a Peterson por FaceTime.
En un momento dado, Randy se apodera del iPad de Stan y envía a Peterson a una carrera alocada por la ciudad, durante la que recibe un disparo fatal. Stan "muere" cuando el iPad se queda sin batería. Los Redbox Killers también son capturados. A la mañana siguiente, el videoclub se ha incendiado, y Sharon encuentra a Randy en la nieve, medio congelado pero aún vivo y le dice que la compañía de seguros les devolverá parte de su dinero. Al final, antes de que Stan, Shelly y Sharon se vayan a comer al McDonald's, Stan coloca en las manos congeladas de Randy el iPad, por el que se ve una película.